# 가르시아 대 샌안토니오 교통국 사건
가르시아 대 샌안토니오 교통국 사건(Garcia v. San Antonio Metropolitan Transit Authority)은 미국 연방 대법원의 유명 판례이다. 미국연방의회는 통상조항에 의해 공정노동기준법을 지방 시의 교통체계 노동자에게 적용할 수 있다고 보았다.